# Odontopyge procerula
Odontopyge procerula är en mångfotingart som beskrevs av Kraus 1960. Odontopyge procerula ingår i släktet Odontopyge och familjen Odontopygidae. Inga underarter finns listade i Catalogue of Life.